# Итамбе (Баия)
Итамбе (порт. Itambé)  —  муниципалитет в Бразилии, входит в штат Баия. Составная часть мезорегиона Юго-центральная часть штата Баия. Входит в экономико-статистический микрорегион Итапетинга. Население составляет 33 687 человек на 2007 год. Занимает площадь 1626,681 км². Плотность населения — 22,1 чел./км².
Праздник города — 12 августа.

## История
Город основан 12 августа 1927 года.

## Статистика
- Валовой внутренний продукт на 2003 год составляет 74 077 524,00 реалов (данные: Бразильский институт географии и статистики).
- Валовой внутренний продукт на душу населения на 2003 год составляет 2205,35 реалов (данные: Бразильский институт географии и статистики).
- Индекс развития человеческого потенциала на 2000 год составляет 0,608 (данные: Программа развития ООН).